# Гуркі (Плоцький повіт)
Гуркі (пол. Górki) — село в Польщі, у гміні Гомбін Плоцького повіту Мазовецького воєводства.
Населення — 403 особи (2011).
У 1975-1998 роках село належало до Плоцького воєводства.

## Демографія
Демографічна структура станом на 31 березня 2011 року:
|          | Загалом | Допрацездатний вік | Працездатний вік | Постпрацездатний вік |
| -------- | ------- | ------------------ | ---------------- | -------------------- |
| Чоловіки | 199     | 42                 | 139              | 18                   |
| Жінки    | 204     | 47                 | 122              | 35                   |
| Разом    | 403     | 89                 | 261              | 53                   |